# 5514 Karelraška
5514 Karelraška è un asteroide della fascia principale. Scoperto nel 1989, presenta un'orbita caratterizzata da un semiasse maggiore pari a 2,5627972 UA e da un'eccentricità di 0,1754265, inclinata di 6,53203° rispetto all'eclittica.
L'asteroide è dedicato all'epidemiologa ceca Karel Raška.